# Docomo STYLE series
docomo STYLE series（ドコモ・スタイル・シリーズ）は、2008年11月に発表されたNTTドコモのFOMA方式携帯電話のコンセプトシリーズのひとつで、豊かなファッション性（デザインやカラーバリエーション）を重視した携帯電話のシリーズである。
同時期に発表されたコンセプトシリーズには、他にdocomo PRIME series、docomo SMART series、docomo PRO seriesがある。
本項では、その後継シリーズであるドコモ ケータイについても記述する。

## 概要
ドコモでは、それまで高機能型の製品群には「90xi」、ファッション/デザイン重視の製品群には「70xi」と、型番で区別する方法を採っていた。しかし、「70xi」シリーズの機能が次第に向上し、中には「90xi」とあまり変わらないものまで現れるようになった。そこで、従来の型番設定ルールを抜本的に見直した結果、2008年11月に生まれたシリーズである。
シリーズ誕生時、「PRIME」が搭載機能の豊富さを重視したもの（旧「90xi」相当）が多数を占めたのに対し、「STYLE」は文字通り外観のデザインを重視したもの（旧「70xi」と一部の旧「90xixx」相当）となっていた。よって、「PRIME」より機能面では製造メーカーによって差があるが若干簡素化されており、価格は数千円 - 1万円前後安くなっていた。また、以前の「706ie」シリーズの後継となるシンプルデザインケータイは、価格はさらに安くなっている。しかしその一方、主要4シリーズを通じて回転の早いシリーズでもあり、短い期間に新商品が次々と発売される半面、店頭配布カタログ上から消えるのも早くなっている。このため販売店によっては、在庫処分のため安売り・特別契約販売対象機種になりやすく、ドコモでもサービス終了を発表しているmovaからの切り替えを促す「FOMAお取替サポート」割引販売の対象機種に指定している。また2009年9月から、販売を終了したモデルの一部で、カラーバリエーションを一新して販売を再開するモデルも出てきていた。このシリーズのコンセプトカラーは淡い空色、メディア広告のキャラクターは堀北真希が起用されていた（2010年4月まで）。
2011年冬モデル以降は、携帯電話市場でスマートフォンが主流になったことにより、これまでのフィーチャーフォンのシリーズ「PRIME」・「SMART」・「PRO」が廃止され、iモード端末は「STYLE」に統合された。そのため従来の「PRIME」相当のハイスペック機や「SMART」相当の男性向けデザインを持つ機種も全て「STYLE」シリーズとして発売されることになる。同時に、NECカシオ製を除く端末が、ドコモminiUIMカード対応となり、端末増設時にUIMの交換を要することになった。2012年冬モデルでは、再びデザインを重視と機能の簡略化した機種が中心となり、NECカシオ製のN-01Eも含め、すべての「STYLE」シリーズが「ドコモminiUIMカード」の端末となった。
2013年夏モデル（N-01EとP-01Eの新色）からは「docomo STYLE series」から「ドコモ ケータイ」に名称が変更された。
2015年夏モデルからは、OSにAndroidを採用した端末も登場する。ドコモでは従来のiモード端末を「iモードケータイ」と称しているのに対し、Android搭載端末は「spモードケータイ」と称する。
2016年11月2日、iモードケータイの出荷を同年中に終了することが発表された。

## 機種

### iモードケータイ
斜体はマイセレクトモデルが用意される端末
| 機種                      | 特徴・個別ブランド                                                       | 発売日                    | メーカ                                                 | 備考                                                                  |
| 2008年-2009年冬モデル     | 2008年-2009年冬モデル                                                    | 2008年-2009年冬モデル     | 2008年-2009年冬モデル                                  | 2008年-2009年冬モデル                                                 |
| ------------------------- | ------------------------------------------------------------------------ | ------------------------- | ------------------------------------------------------ | --------------------------------------------------------------------- |
| N-03A                     | 「ピエール エルメ パリ」ケータイ                                         | 2008年11月20日            | 日本電気                                               | フランスの菓子ブランドとのコラボレーション 2009年9月17日に新色発売    |
| N-02A                     | Brilliant Slimケータイ                                                   | 2008年11月28日            | 日本電気                                               |                                                                       |
| F-02A                     | ジュエリーウォータープルーフ                                             | 2008年12月18日            | 富士通                                                 | 裏表2つの大型ディスプレイが特徴 防水構造採用 2009年10月13日に新色発売 |
| F-02A (4℃ Pure White)     | 4℃ (宝石ブランド) とのコラボレーションモデル                             | 2008年12月18日            | 富士通                                                 | 裏表2つの大型ディスプレイが特徴 防水構造採用 2009年10月13日に新色発売 |
| P-03A                     | VIERAケータイ                                                            | 2008年12月25日            | パナソニック モバイルコミュニケーションズ              | 2009年10月23日に新色発売                                              |
| SH-02A                    | コンパクトリッチケータイ                                                 | 2008年12月26日            | シャープ                                               | ドコモ最多の8色展開                                                   |
| P-02A                     | VIERAケータイ                                                            | 2009年1月26日             | パナソニック モバイルコミュニケーションズ              | 「スイングスライド」採用 三菱電機から「スピードセレクター」を引き継ぐ |
| 2009年春モデル            |                                                                          |                           |                                                        |                                                                       |
| L-03A                     | シンプルデザインケータイ                                                 | 2009年3月14日             | LGエレクトロニクス・ジャパン                           | L706ieの後継機種 2009年10月7日に新色発売                              |
| N-05A                     | シンプルデザインケータイ                                                 | 2009年3月17日             | 日本電気                                               | N706ieの後継機種                                                      |
| P-06A                     | シンプルデザインケータイ                                                 | 2009年3月29日             | パナソニック モバイルコミュニケーションズ              | P706ieのリニューアル機種                                              |
| 2009年夏-秋モデル         |                                                                          |                           |                                                        |                                                                       |
| N-08A                     | My Elegant Slimケータイ                                                  | 2009年6月7日              | 日本電気                                               |                                                                       |
| P-10A                     | VIERAケータイ                                                            | 2009年6月11日             | パナソニック モバイルコミュニケーションズ              | パナソニック初の防水Wオープン 2009年10月16日に新色発売                |
| SH-05A                    | エレガント防水ケータイ                                                   | 2009年6月11日             | シャープ                                               | シャープ初の防水端末                                                  |
| F-08A                     | 極上・ビューティー ウォータープルーフ                                    | 2009年6月12日             | 富士通                                                 | 世界初のIPX8等級防水適合                                              |
| P-08A                     | VIERAケータイ                                                            | 2009年6月25日             | パナソニック モバイルコミュニケーションズ              |                                                                       |
| SH-08A                    | SOLAR HYBRID                                                             | 2009年9月11日             | シャープ                                               | ソーラーパネルによる太陽光充電及び防水対応                            |
| L-04A                     | LGジャパンモデル                                                         | 2009年9月16日             | LGエレクトロニクス・ジャパン                           |                                                                       |
| 2009年冬-2010年春モデル   |                                                                          |                           |                                                        |                                                                       |
| F-02B                     | フレグランス防水                                                         | 2009年11月20日            | 富士通                                                 |                                                                       |
| SH-02B                    | ラウンドクリスタルデザイン                                               | 2009年11月28日            | シャープ                                               |                                                                       |
| SH-04B                    | 甘くとろけるチョコレート by「Q-pot.」                                    | 2009年12月9日             | シャープ                                               | 13,000台の数量限定                                                    |
| N-01B                     | フレンチネイルデザイン                                                   | 2009年12月17日            | 日本電気                                               | HSUPA対応                                                             |
| L-02B                     | コスメデザイン                                                           | 2009年12月18日            | LGエレクトロニクス・ジャパン                           |                                                                       |
| N-03B                     | ナチュラルデザイン& ウォータープルーフ                                   | 2010年1月23日             | 日本電気                                               |                                                                       |
| SH-05B                    | Seventeenコラボモデル                                                    | 2010年2月5日              | シャープ                                               | 3色のカラーはすべてピンク系色                                         |
| P-02B                     | VIERAケータイ                                                            | 2010年2月26日             | パナソニック モバイルコミュニケーションズ              | HSUPA（2Mbps）対応                                                    |
| L-03B                     | コンパクト&シンプルデザイン                                              | 2010年3月12日             | LGエレクトロニクス・ジャパン                           |                                                                       |
| L-01B                     | 「タッチボード」ケータイ                                                 | 2010年3月26日             | LGエレクトロニクス・ジャパン                           | HSUPA対応                                                             |
| SH-06B                    | 上質シンプルデザイン                                                     | 2010年4月16日             | シャープ                                               |                                                                       |
| 2010年夏モデル            |                                                                          |                           |                                                        |                                                                       |
| F-07B                     | ワンプッシュ&スリムヨコモーション                                        | 2010年5月21日             | 富士通                                                 |                                                                       |
| N-05B                     | Francfrancケータイ                                                       | 2010年6月4日              | NECカシオ モバイルコミュニケーションズ （NECブランド） | HSUPA対応                                                             |
| N-06B                     | 選べる5色                                                                | 2010年6月4日              | NECカシオ モバイルコミュニケーションズ （NECブランド） |                                                                       |
| SH-08B                    | EMILIO PUCCI×防水                                                        | 2010年6月4日              | シャープ                                               |                                                                       |
| F-08B                     | ekubo                                                                    | 2010年6月18日             | 富士通                                                 |                                                                       |
| P-05B                     | sparkling mirror the twinkle                                             | 2010年6月24日             | パナソニック モバイルコミュニケーションズ              | HSUPA（2Mbps）対応                                                    |
| P-05B (jubilee stripe)    | kate spade new yorkコラボモデル                                          | 2010年6月24日             | パナソニック モバイルコミュニケーションズ              | HSUPA（2Mbps）対応                                                    |
| L-04B                     | designed by Studio Conran                                                | 2010年6月25日             | LGエレクトロニクス・ジャパン                           | STYLE series初のストレート端末                                        |
| SH-02B marimekko          | marimekkoケータイ                                                        | 2010年7月2日              | シャープ                                               | SH-02Bのファッション特化モデル                                        |
| P-06B                     | VIERAケータイ                                                            | 2010年7月23日             | パナソニック モバイルコミュニケーションズ              | HSUPA（2Mbps）対応                                                    |
| P-07B                     | SIMPLE&USEFULデザイン                                                    | 2010年9月10日             | パナソニック モバイルコミュニケーションズ              | HSUPA（2Mbps）対応                                                    |
| 2010年冬 - 2011年春モデル |                                                                          |                           |                                                        |                                                                       |
| N-01C                     | コンパクトスリムケータイ                                                 | 2010年11月12日            | NECカシオ モバイルコミュニケーションズ （NECブランド） | HSUPA対応                                                             |
| N-01C (kisskiss Pink)     | About a girlコラボモデル                                                 | 2010年11月12日            | NECカシオ モバイルコミュニケーションズ （NECブランド） | HSUPA対応                                                             |
| P-02C                     | VIERAケータイ                                                            | 2010年11月12日            | パナソニック モバイルコミュニケーションズ              | HSUPA（2Mbps）対応                                                    |
| N-02C                     | 瞬撮・防水スリムケータイ                                                 | 2010年11月18日            | NECカシオ モバイルコミュニケーションズ （NECブランド） | HSUPA対応                                                             |
| SH-02C                    | 防水コンパクトケータイ                                                   | 2010年11月26日            | シャープ                                               | HSUPA対応                                                             |
| F-02C                     | フィーリング・スリム防水ケータイ                                         | 2010年11月27日            | 富士通                                                 | HSUPA対応                                                             |
| F-02C (ANTEPRIMA GOLD)    | ANTEPRIMAコラボモデル                                                    | 2010年11月27日            | 富士通                                                 | HSUPA対応                                                             |
| SH-04C                    | ノスタルジックなビスケット by「Q-pot.」                                  | 2010年12月15日            | シャープ                                               | HSUPA対応                                                             |
| L-01C                     | 防水ワンセグケータイ                                                     | 2010年12月22日            | LGエレクトロニクス・ジャパン                           |                                                                       |
| F-04C                     | SHIBUYA109系ケータイ                                                     | 2011年1月19日             | 富士通                                                 |                                                                       |
| F-05C                     | コンパクトスライドケータイ                                               | 2011年2月18日             | 富士通                                                 |                                                                       |
| 2011年夏モデル            |                                                                          |                           |                                                        |                                                                       |
| SH-11C                    | 防水コンパクトケータイ                                                   | 2011年5月27日             | シャープ                                               |                                                                       |
| F-10C                     | ビューティ・スリム防水                                                   | 2011年6月4日              | 富士通                                                 | HSUPA対応                                                             |
| P-04C                     | VIERAケータイ                                                            | 2011年6月29日             | パナソニック モバイルコミュニケーションズ              | HSUPA（2Mbps）対応                                                    |
| P-06C                     | 12色の防水コンパクトケータイ                                             | 2011年7月29日 (最初の6色) | パナソニック モバイルコミュニケーションズ              | HSUPA（2Mbps）対応                                                    |
| P-06C                     | 12色の防水コンパクトケータイ                                             | 2011年8月26日 (残り6色)   | パナソニック モバイルコミュニケーションズ              | HSUPA（2Mbps）対応                                                    |
| L-10C                     | エレガント&フレンドリー                                                  | 2011年8月3日              | LGエレクトロニクス・ジャパン                           |                                                                       |
| 2011年冬 - 2012年春モデル |                                                                          |                           |                                                        |                                                                       |
| F-02D                     | ハイスペックスリム防水ケータイ                                           | 2011年11月11日            | 富士通                                                 | HSUPA対応                                                             |
| P-03D                     | VIERAケータイ                                                            | 2011年12月7日             | パナソニック モバイルコミュニケーションズ              | HSUPA（2Mbps）対応                                                    |
| N-03D                     | 防水&長持ちバッテリーケータイ                                            | 2011年12月9日             | NECカシオ モバイルコミュニケーションズ （NECブランド） | HSUPA対応                                                             |
| SH-03D                    | AQUOS SHOT                                                               | 2011年12月10日            | シャープ                                               | HSUPA対応                                                             |
| N-02D                     | 防水スリムケータイ                                                       | 2011年12月16日            | NECカシオ モバイルコミュニケーションズ （NECブランド） | HSUPA対応                                                             |
| F-04D                     | スーパースリム防水                                                       | 2012年1月13日             | 富士通                                                 | HSUPA対応                                                             |
| F-06D                     | サクサク防水コンパクトケータイ                                           | 2012年1月20日             | 富士通                                                 | HSUPA対応                                                             |
| F-06D Girls'              | nicolaコラボモデル                                                       | 2012年1月20日             | 富士通                                                 | HSUPA対応                                                             |
| SH-05D                    | 防水スタンダードケータイ                                                 | 2012年2月9日              | シャープ                                               | HSUPA、おくだけ充電対応                                               |
| 2012年冬 - 2013年春モデル |                                                                          |                           |                                                        |                                                                       |
| P-01E                     | 大画面防水ケータイ                                                       | 2012年11月3日             | パナソニック モバイルコミュニケーションズ              | HSUPA（2Mbps）対応                                                    |
| F-01E                     | ハイスペックスーパースリム防水                                           | 2012年11月10日            | 富士通                                                 | HSUPA対応                                                             |
| N-01E                     | 長持ちバッテリー搭載防水スリムケータイ                                   | 2012年11月14日            | NECカシオ モバイルコミュニケーションズ                 | HSUPA対応                                                             |
| SH-03E                    | サクサク快適操作×スタイリッシュ防水ケータイ                              | 2012年12月14日            | シャープ                                               | HSUPA対応                                                             |
| 2013年冬モデル            |                                                                          |                           |                                                        |                                                                       |
| P-01F                     | 見やすい・押しやすい 大画面スリム防水ケータイ                            | 2013年10月25日            | パナソニック モバイルコミュニケーションズ              | HSUPA（2Mbps）対応                                                    |
| N-01F                     | 長持ちバッテリー&大画面液晶の防水ケータイ                                | 2013年11月27日            | NECカシオ モバイルコミュニケーションズ                 | HSUPA対応                                                             |
| 2014年夏モデル            |                                                                          |                           |                                                        |                                                                       |
| F-07F                     | 上質を極めたハイスペックスリム防水ケータイ                               | 2014年5月23日             | 富士通                                                 | HSUPA対応                                                             |
| SH-07F                    | 4色が彩る防水スタイリッシュケータイ                                      | 2014年6月13日             | シャープ                                               | HSUPA対応                                                             |
| 2014年冬モデル            |                                                                          |                           |                                                        |                                                                       |
| P-01G                     | おサイフケータイと長持ちバッテリーでさらに使いやすい、大画面防水ケータイ | 2014年11月7日             | パナソニック モバイルコミュニケーションズ              | HSUPA（2Mbps）対応                                                    |
| N-01G                     | 使いやすく進化。上質なデザインの長持ちバッテリー防水ケータイ             | 2014年11月13日            | NECモバイルコミュニケーションズ                        | HSUPA対応                                                             |
| 2015年冬モデル            |                                                                          |                           |                                                        |                                                                       |
| P-01H                     | 超大文字&歩数計搭載でさらに使いやすい大画面防水ケータイ                  | 2015年11月27日            | パナソニック モバイルコミュニケーションズ              | HSUPA（2Mbps）対応                                                    |

### spモードケータイ
| 機種                      | 特徴・個別ブランド        | 発売日         | メーカ                                   | OS                        | 備考           |
| 2015年夏モデル            | 2015年夏モデル            | 2015年夏モデル | 2015年夏モデル                           | 2015年夏モデル            | 2015年夏モデル |
| ------------------------- | ------------------------- | -------------- | ---------------------------------------- | ------------------------- | -------------- |
| F-05G                     | ARROWSケータイ            | 2015年6月19日  | 富士通                                   | Android 4.4.4             | HSUPA対応      |
| SH-06G                    | AQUOSケータイ             | 2015年6月26日  | シャープ                                 | Android 4.4.4             | HSUPA対応      |
| 2016年秋冬モデル          |                           |                |                                          |                           |                |
| SH-01J                    | AQUOSケータイ             | 2016年10月21日 | シャープ                                 | Android 5.1               | LTE対応        |
| P-01J                     | P-smartケータイ           | 2016年11月4日  | パナソニックモバイルコミュニケーションズ | Android 5.1               | LTE対応        |
| 2018年冬 - 2019年春モデル |                           |                |                                          |                           |                |
| KY-01L                    | カードケータイ            | 2018年11月22日 | 京セラ                                   | 独自OS                    | LTE対応        |
| SH-02L                    | AQUOSケータイ             | 2019年2月8日   | シャープ                                 | Android 8.1               | LTE対応        |
| 2019年夏モデル            |                           |                |                                          |                           |                |
| F-03L                     | arrowsケータイ            | 2019年7月19日  | 富士通コネクテッドテクノロジーズ         | Android（バージョン不明） | LTE対応        |
| 2022年春夏モデル          |                           |                |                                          |                           |                |
| F-41C                     | arrowsケータイ ベーシック | 2022年5月13日  | FCNT                                     | Android（バージョン不明） | LTE対応        |
| 2023年春モデル            |                           |                |                                          |                           |                |
| KY-42C                    | DIGNOケータイ             | 2023年3月10日  | 京セラ                                   | Android（バージョン不明） | LTE対応        |